# Josquin des Prés
Josquin des Prés (n. cca. 1440, Picardia — d. 1521, Hainaut) a fost cel mai important compozitor renascentist al Școlii Franco-Flamande.

## Viața
Se cunosc puține date despre viața compozitorului. Nu se știe nimic cert despre educația sa timpurie și nu se cunoaște exact anul în care a venit în Italia. În jurul anului 1480 sau 1482 a intrat în serviciul cardinalului Ascanio Sforza în nordul Italiei. În 1489 era membru al corului papal din Roma. În 1504 s-a stabilit în Condé-sur-l'Escaut, astăzi în nordul Franței.

## Muzica
Contemporanii săi l-au perceput drept cel mai mare compozitor al momentului, muzica sa fiind recunoscută pentru natura expresivă și modul de abordare care contrastează cu tradiția medievală a muzicii cât mai abstracte.
Compozitorul a creat atât piese de o înaltă complexitate tehnică, dar și piese de o simplitate și o eleganță uimitoare, cum sunt unele dintre motetele și chanson-urile sale.
El a folosit, de asemenea, scriitura omofonă, pentru a da textului o claritate suplimentară și a utilizat extensiv repetitia de elemente tematice pentru unitatea compoziției.

## Creație

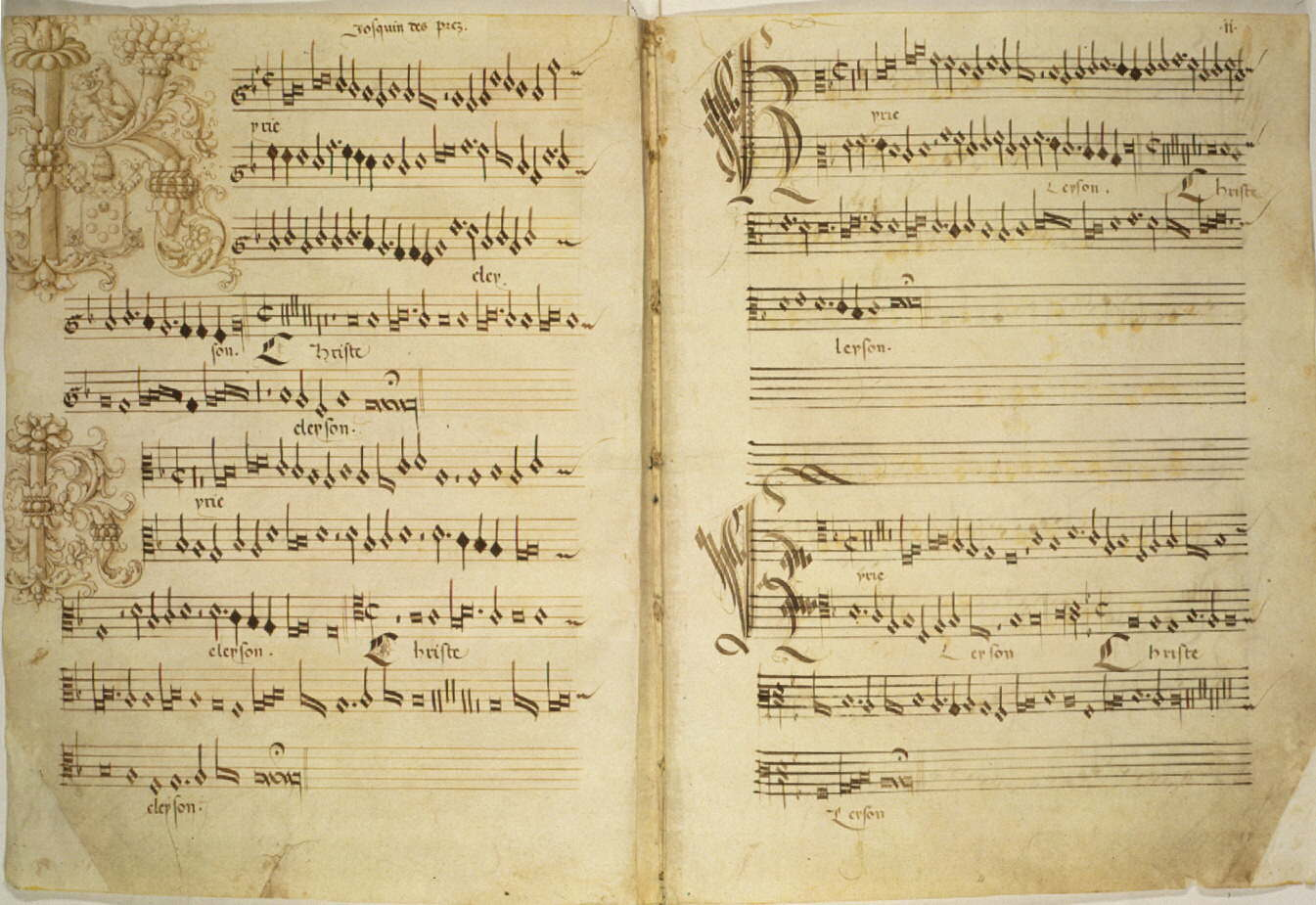
Pagina de manuscris cu sectiunea Kyrie din Missa de Beata Virgine (Liturghia Sfintei Fecioare Maria)

- Muzica religioasă: 22 de mise, 129 de motete, imnuri, psalmi.
- Muzică laică: 86 de chanson-uri.